# Vester Hassing Kirke
Vester Hassing Kirke er beliggende i Vester Hassing i Vester Hassing Sogn i Aalborg Stift.
Kirkens skib og kor stammer fra romansk periode, mens tårnet stammer fra sen middelalder. Der er to klokker, der stammer fra henholdsvis 1463 og 1642. Kirken har blytag. Kirken gennemgik en restaurering i 1887-88, hvorved hele dens ydre blev beklædt med granitkvadre.

## Eksterne kilder og henvisninger
- Wikimedia Commons har flere filer relateret til Vester Hassing Kirke
- Vester Hassing Kirke hos KortTilKirken.dk